# Neckera bhutanensis
Neckera bhutanensis är en bladmossart som beskrevs av Noguchi in H. Hara 1971. Neckera bhutanensis ingår i släktet fjädermossor, och familjen Neckeraceae. Inga underarter finns listade i Catalogue of Life.